# Bateria (unidade)

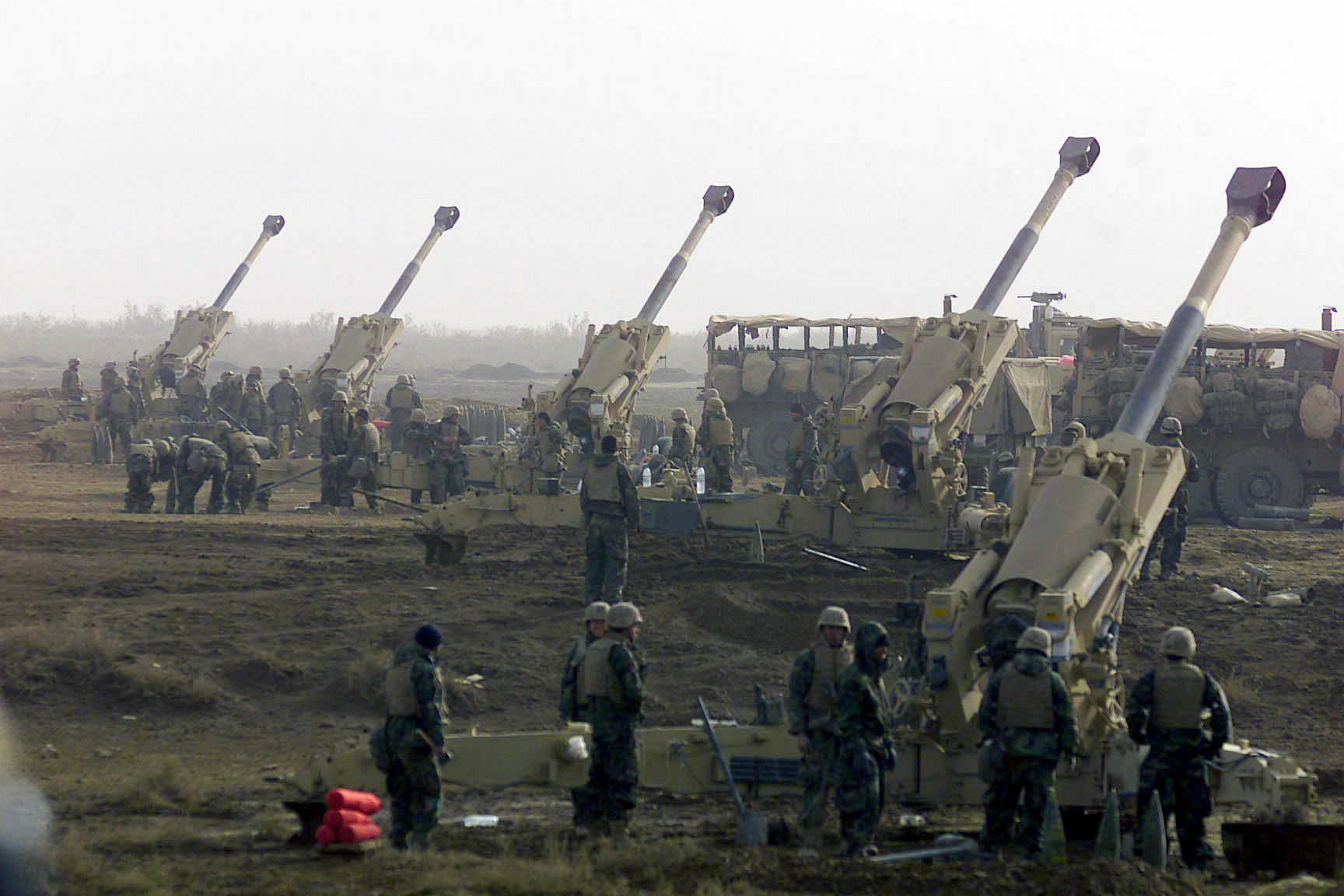
Bateria de obuses de 155 mm dos Marines dos EUA.

A bateria ou bataria é um agrupamento de bocas de fogo ou de outros sistemas de armas de artilharia, colocados sob o mesmo comando e ocupando, normalmente, posições de tiro próximas. Hoje em dia, o termo "bataria" é aplicado normalmente a cada uma das unidades militares da artilharia terrestre, equivalentes a uma companhia, tipicamente comandada por um capitão e dispondo de quatro, seis ou oito armas do mesmo tipo. O termo também se aplica, no âmbito da artilharia naval, a cada um dos grupos de armas do mesmo tipo instalados a bordo de um navio de guerra.

## Bataria terrestre

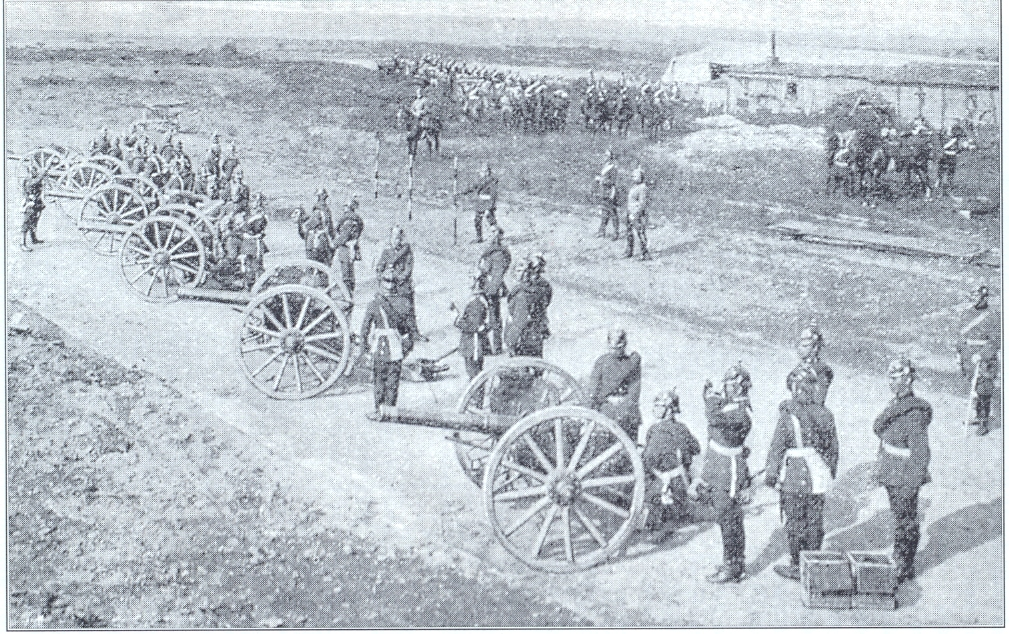
Peças em posição de tiro de uma bataria de campanha do Exército Alemão, no início do século XX.

Historicamente, o termo "bataria" referia-se a um grupo de bocas de fogo empenhadas em combate como artilharia de campanha ou como artilharia de sítio a uma fortaleza ou cidade. Aquelas batarias poderiam ser constituídas por uma mistura de peças, obuses e morteiros. O termo "bataria" também era empregue para se referir a um grupo de bocas de fogo instaladas numa posição fixa - como uma fortificação de defesa costeira ou fronteiriça - e para se referir ao posicionamento de artilharia numa posição temporária de campanha durante uma batalha. 
Durante o século XVIII, o termo "bataria" começou a ser usado, no contexto organizacional, para se referir a uma unidade permanente de artilharia - existente tanto em tempo de paz como de guerra - composta tipicamente por seis bocas de fogo. No final do século XIX, na maioria dos exércitos, o termo "bataria" tinha já substituído os termos "companhia", "brigada" e outros como designação da unidade básica de artilharia.
No século XX, o termo "bataria" referiu-se geralmente às subunidades de escalão companhia dos vários ramos da arma de artilharia, incluindo os de artilharia de campanha, de costa, antiaérea e de guarnição. O termo também foi usado, em alguns exércitos, para designar unidades de metralhadoras, cuja organização e emprego tático seguiam inicialmente a doutrina da artilharia. A partir da Primeira Guerra Mundial, além das tradicionais batarias de tiro, foram também criadas batarias de aquisição de objetivos, que hoje em dia incluem todo o espectro de sistemas ISTAR (inteligência, vigilância, aquisição de objetivos e reconhecimento). Por outro lado, as batarias de tiro do final do século XX, passaram a ser equipadas, não só com bocas de fogo, mas também com foguetes e mísseis.
Durante as Guerras Napoleónicas, alguns exércitos começaram a agrupar as suas batarias em unidade táticas maiores, designadas "brigadas", "grandes batarias", "grupos" ou "batalhões". Para concentrar ainda mais o fogo das batarias individuais, a partir da Primeira Guerra Mundial, alguns exércitos criaram grandes unidades de artilharia, designadas "divisões de artilharia". A artilharia de costa, a artilharia de guarnição e, posteriormente, a artilharia antiaérea adoptaram frequentemente sistemas de organização, que agrupavam as várias batarias em comandos de zona ou de setor de defesa.
Ocasionalmente, as batarias foram também divididas em subunidades mais pequenas, cada uma agrupando duas ou três bocas de fogo. Conforme a época, o exército e o tipo de artilharia, essas subunidades são designadas "divisões" ou "pelotões". 
O número de bocas de fogo ou de sistemas de lançamento em cada bataria também foi variando. Tipicamente, quanto maior é o calibre das bocas de fogo ou a potência dos sistemas de armas que equipam a bataria, menor é o seu número. No final do século XVIII e no início do XIX, tradicionalmente, cada bataria de campanha incluía cinco peças e um obus. Cada uma das peça e dos obuses era puxada normalmente por cinco mulas, havendo ainda cerca de 12 mulas adicionais para transportarem as munições. durante o século XIX, considerou-se que o número ideal de bocas de fogo por bataria seria entre as quatro e as 12. Esse número de bocas de fogo por bataria manteve-se, na generalidade, até à atualidade. No entanto, algumas batarias especializadas criadas durante o século XX - como as de morteiros de trincheira, de defesa antiaérea ou de defesa anticarro - passaram a incluir um maior número de sistemas de armas. Por outro lado, as batarias de artilharia super-pesada poderiam incluir apenas duas ou mesmo uma única arma. Na segunda metade do século XX, algumas batarias passaram a ser equipadas com dois tipos de sistemas de armas, empenhando aquele que for mais adequado à situação. Um exemplo destas, são as batarias de campanha de alguns exércitos que podem usar tanto obuses como morteiros pesados.

## Bataria naval

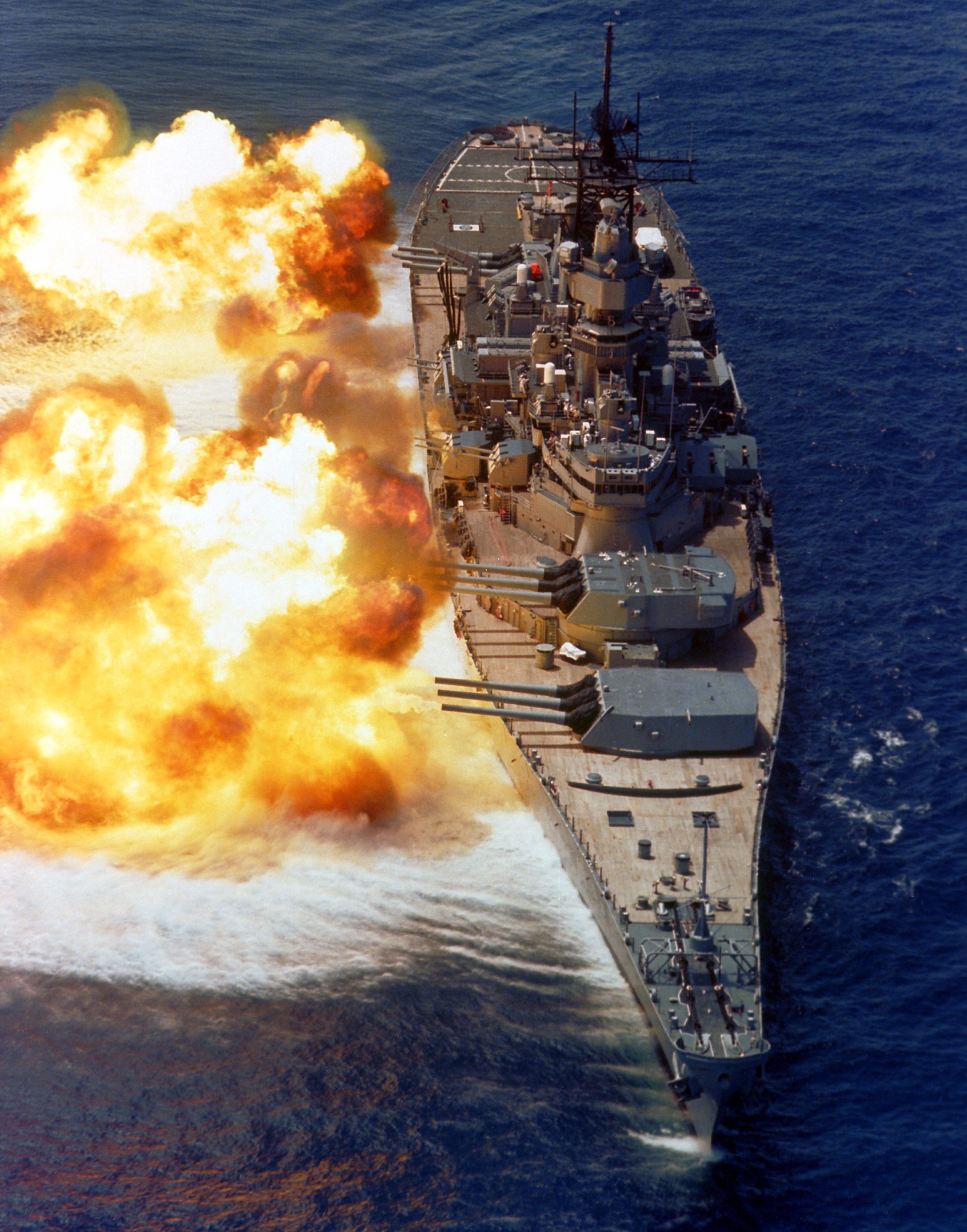
Disparo da bataria principal do couraçado USS Iowa da Marinha dos EUA.

No âmbito da artilharia naval, a bataria consiste num agrupamento - por função, calibre ou localização - de peças de artilharia a bordo de um navio de guerra.
Os primeiro navios de guerra equipados com artilharia, tinham-na instalada nos seus vários pavimentos, com as peças montadas ao longo dos costados e disparando através de troneiras aí abertas. Cada um dos pavimentos do navio que servia de plataforma de artilharia era designado "bataria". No século XVIII, por exemplo, os navios de linha dispunham de uma bataria do convés principal e de duas ou mais batarias cobertas, enquanto que as fragatas apenas dispunham de uma bataria coberta. Esta disposição da artilharia a bordo dos navios permaneceu como a padrão até ao desenvolvimento das torres rotativas de artilharia no final do século XIX.
Uma das primeiras torres rotativas de artilharia foi instalada no couraçado USS Monitor, construído durante a Guerra Civil Americana. Outros projetos de navios de guerra usavam a barbeta descoberta para abrigar as suas batarias principais em reparos rotativos. Ambos os tipos de projeto permitiram aos engenheiros navais reduzir dramaticamente o número de peças de artilharia de cada bataria, uma vez que as armas poderiam agora disparar para ambos os bordos do navio.
Uma revolução no armamento dos navios de guerra ocorreu em 1906, com o lançamento do couraçado HMS Dreadnought. Nos couraçados anteriores, a bataria principal consistia normalmente em quatro peças de grande calibre, montadas em duas torres duplas, uma avante e outra à ré do navio. Os anteriores couraçados dispunham também de uma bataria secundária mista, com peças de menor calibre, mas também para uso ofensivo. As diferenças entre os calibres das peças e os seus alcances tornava difícil determinar com precisão o local de queda das granadas e, assim, tornava difícil o tiro com precisão, diminuindo a eficácia em combate do navio. O projeto do Dreadnought eliminou a bataria secundária ofensiva, substituindo-a por por uma bataria principal com 10 peças de grande calibre e uma bataria secundária usada apenas para autodefesa. Este salto em termos de armamento naval tornou os anteriores couraçados praticamente obsoletos.
A partir de então, os principais navios de guerra passaram a ter, geralmente, uma bataria principal para uso ofensivo e uma bataria secundária, e às vezes uma terciária, para uso defensivo. Um exemplo deste tipo de navio era o couraçado Bismarck que montava uma bataria principal de oito peças de 380 mm, uma bataria secundária de 12 peças de 150 mm para defesa contra torpedeiros e contratorpedeiros e uma bataria terciária com várias peças de calibres entre os 20 mm e os 105 mm para defesa antiaérea. Posteriormente, alguns navios passaram a dispor de uma bataria secundária com peças de dupla função antinavio e antiaérea, eliminando a bataria terciária e simplificando o projeto.
Na maioria dos navios de guerra modernos, a importância da artilharia convencional diminuiu acentuadamente, sendo substituída pelos mísseis na maioria das funções ofensivas e defensivas. As peças de artilharia, no entanto, são mantidas para algumas funções específicas como as defesas antiaérea e antinavio próximas e o bombardeamento de posições em terra.

## Batarias por países

### Brasil
No Exército Brasileiro, a bateria (Bia) é a fração da unidade de apoio ao combate da arma de Artilharia, ou seja, é a subunidade do grupo de artilharia. Em uma estrutura ternária, o grupo de artilharia é, normalmente, constituído por três baterias de obuses e por outras baterias, voltadas para o apoio ao comando e o apoio logístico.

### EUA
Na organização moderna das batarias do Exército dos EUA, cada unidade dispõe tipicamente de seis ou oito obuses ou de entre seis e nove lançadores de foguetes, além de entre 100 e 200 militares. Geralmente, as batarias rebocadas dispõem de seis obuses enquanto que as autopropulsadas dispõem de oito. A bataria é normalmente comandada por um capitão, sendo equivalente à companha de infantaria.
Cada bataria engloba uma secção de tiro e um centro de direção de tiro (FDC). A secção de tiro inclui várias secções de armas, cada uma responsável por um arma e comandada por um sargento. A secção de tiro como um todo é comandada por um tenente ou por um sargento superior. O FDC é responsável por computar as soluções de tiro com base em coordenadas cartográficas, por receber os pedidos de fogo e as informações dos observadores de artilharia e das unidades de infantaria e por dirigir o tiro da secção e tiro. O FDC de cada bataria também recebe ordens dos comandos superiores, como, por exemplo, do FDC do batalhão de artilharia ao qual pertence a bataria, quando é necessária a sincronização do tiro de todas as batarias do batalhão.
A artilharia do Exército dos EUA inclui os seguintes tipos de batarias:
1. Batarias de campanha - equipadas com obuses de 105 mm ou equivalentes;
2. Batarias médias - equipadas com obuses de 155 mm ou equivalentes;
3. Batarias pesadas - equipadas com peças ou obuses de 203 mm ou de calibres superiores;
4. Batarias especializadas - incluindo batarias antiaéreas, de mísseis ou de sistema de lançamento múltiplo de foguetes;
5. Batarias de comando - sem armas de artilharia, construindo o elemento de comando e controlo de um grupo de batarias de tiro.

### Portugal
No Exército Português, a bataria é a unidade de artilharia equivalente à companhia, sendo normalmente comandada por um capitão.
Até final do século XVIII, os regimentos de artilharia do Exército Português estavam vocacionados essencialmente para assegurar a guarnição das fortalezas, organizando-se em companhias como os regimentos de infantaria. A designação "bataria" foi aplicada pela primeira vez a uma unidade quando da criação da Bataria de Artilharia Ligeira a Cavalo da Legião de Tropas Ligeiras, em 1796. Durante a Guerra Peninsular, foram organizadas unidades de artilharia de campanha - cada qual com seis bocas de fogo e comandada por um capitão - designadas "brigadas volantes de artilharia". A adopção definitiva da designação "bataria" para as unidades permanentes de artilharia equivalentes à companhia só se deu com a reorganização do Exército Português de 1834.
Hoje em dia, a artilharia de campanha organiza-se em batarias de bocas de fogo (BBF), cada uma incluindo tipicamente seis obuses. Cada BBF engloba normalmente um comando e secção de comando, uma bataria de tiro, uma secção de observação avançada, uma secção de munições, uma secção de transmissões e uma secção de manutenção. A bataria de tiro agrupa os obuses da BBF e é constituída por várias secções, cada qual responsável pela operação de um obus. Duas a quatro BBF, mais uma bataria de comando e serviços (BCS) - que inclui um pelotão de aquisição de objetivos - formam um grupo de artilharia de campanha (GAC). Em vez do pelotão de aquisição de objetivos da BCS, o GAC pode incluir uma bataria de aquisição de objetivos.
A artilharia antiaérea organiza-se em batarias de artilharia antiaérea (BAAA). Cada BAAA agrupa vários pelotões, cujo número e tipo variam conforme a missão e os sistemas de armas operados. Tipicamente, uma BAAA inclui um ou mais pelotões de sistemas de armas, podendo ainda incluir um pelotão de radar. Os pelotões de sistemas de armas podem ser de míssil portátil, de míssil ligeiro ou de canhão AA de 20 mm. Cada BAAA é empenhada normalmente de forma independente, em apoio direto de uma brigada ou de um agrupamento. No entanto, se necessário, várias BAAA podem ser agrupadas sob o comando de um grupo de artilharia antiaérea.

### Reino Unido eCommonwealth
No Exército Britânico e na maioria dos da Commonwealth cada bataria é comandada por um major, tendo um capitão como segundo comandante - à semelhança do que acontece nas companhias de infantaria.
Em termos táticos, cada bataria de campanha é normalmente integrada num grupo de batalha, prestando-lhe apoio direto. O comandante de bataria é responsável por planear e coordenar todo o apoio de fogo ao grupo de batalha, incluindo não só o prestado pela sua própria bataria, mas também todos os restantes fogos potentes produzidos por outros elementos da artilharia, por morteiros, por aeronaves ou por navios de guerra. O comandante de bataria ocupa normalmente o posto de comando do grupo de batalha enquanto que o seu segundo comandante (capitão de bataria) ocupa uma posição junto à bataria.